# Orientelmis sinensis
Orientelmis sinensis is een keversoort uit de familie beekkevers (Elmidae). De wetenschappelijke naam van de soort werd in 1998 gepubliceerd door Shepard.